# CSB-System
CSB-System es una empresa familiar multinacional alemana proveedora de software, hardware, servicios y consultoría de negocios especializados para la industria de procesos y comercio. Su sede central se encuentra en Geilenkirchen, Alemania. Fue fundada en 1977 por el Dr. Peter Schimitzek y su hermano Karl-Heinz. Sus principales productos son CSB Factory ERP, CSB Industry ERP y CSB Basic ERP. La compañía cuenta con más de 1.200 instalaciones en más de 50 países, su software ha sido traducido a más de 30 idiomas. A finales del año 2015 el grupo empresarial CSB contaba con una plantilla cercana a los 600 empleados, facturando aprox. 77 millones de euros al año.  (enlace roto disponible en Internet Archive; véase el historial, la primera versión y la última).

## Historia

### Inicios
CSB fue fundada el 1 de julio de 1977 como consultoría por el Dr. Peter Schimitzek y su hermano Karl-Heinz comenzando operaciones en un garaje. El foco del negocio radicaba en el asesoramiento empresarial de fabricantes de alimentos y en cuestiones de legislación alimentaria. A mediados de los años 70, la legislación alemana introdujo nuevas disposiciones alimentarias, por lo que las empresas cárnicas estaban obligadas a controlar permanentemente sus fórmulas. En ese tiempo comenzó también la era del procesamiento electrónico de datos en las empresas. El Dr. Peter Schimitzek comenzó a usar tecnología informática para sus clientes, con el fin de resolver los desafíos empresariales, tales como análisis de las sucursales, cálculo de los productos y optimización de fórmulas.
CSB se denominaba inicialmente KSB (del acrónimo alemán Kalkulations-Service und Beratung; servicio de cálculo y asesoramiento). Sin embargo, en 1980 tuvo lugar un cambio de nombre, porque el nombre de KSB pertenecía ya a un conocido fabricante de bombas y válvulas, con lo que se adoptó el término actual CSB System (del alemán Computer, Software und Beratung mit System; Computadora, software y asesoramiento con sistema).

### Primeros clientes
El primer gran cliente que implantó el software CSB-System fue la empresa Meica en Edewecht. El Dr. Peter Schimitzek asesoró a Meica en la optimización de fórmulas. Posteriormente, se sucedieron rápidamente más instalaciones. El primer sistema de gestión de mercancías cerrado se instaló en la empresa Schmitz Fleischwaren en la ciudad alemana de Heinsberg. Las empresas Meica y Schmitz siguen siendo clientes de CSB.

### Primera solución informática especializada para la industria
CSB comenzó con el desarrollo de software para el cálculo de productos y la optimización de fórmulas para la industria cárnica. A partir de 1981 el software se complementó con módulos de compras, producción, ventas, contabilidad, entre otros; de modo que en 1983 se presentó la primera solución informática especializada para la industria de la carne. CSB amplió el software a los requisitos de otros sectores, como panadería y horneados, delicatessen, pescado, bebidas, productos lácteos, frutas y verduras, así como confitería. Por tanto, CSB fue el primer proveedor de una solución de TI completa especializada para la industria alimentaria. Desde 1985 el software de CSB es compatible con versiones actualizadas, y los cambios de versión tienen lugar de forma automatizada, permitiendo que la última versión de CSB-System esté lista para su uso en cuestión de horas.

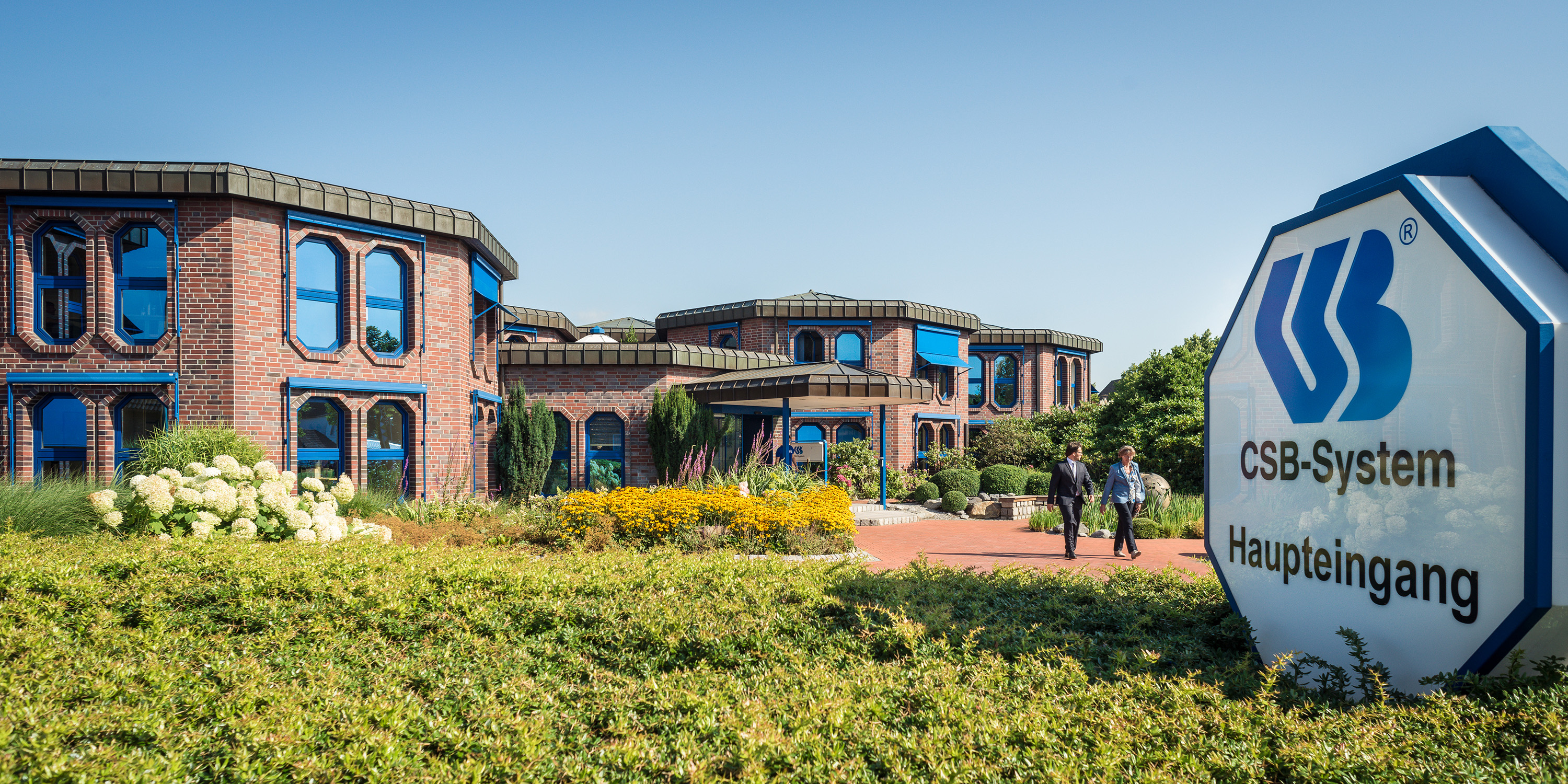
Sede Central CSB-System en Geilenkirchen, Alemana

### Nueva sede
En septiembre de 1990 CSB se instaló en la actual sede de la empresa en Geilenkirchen, construida especialmente para la compañía. El octágono tiene un elevado “valor simbólico“. Con su forma uniforme y símbolo de prosperidad, armonía y felicidad, el octágono debía caracterizar el edificio de CSB. El plan era que se pareciera un poco al famoso castillo Castel del Monte de Federico II, solamente como castillo de foso. Además del agua y la zona verde alrededor del edificio, cuenta en la actualidad con un jardín de palmeras en el patio interior y una zona de café en cada octágono para conseguir una atmósfera de trabajo agradable.

### Expansión
En 1990 se fundó en Suiza la primera sucursal en el extranjero; y después de la caída del muro de Berlín, CSB se expandió rápidamente a los nuevos Estados federados. En 1992 le siguió una sucursal en Francia, en 1995 en España, 1998 en Finlandia y Suecia, en 1999 CSB comenzó en los Estados Unidos. La demanda de una solución específica del sector conllevó a un fuerte crecimiento internacional.
Hoy en día, expertos de CSB in situ en todo el mundo implementan y supervisan proyectos regionales con experiencia internacional. CSB asesora a clientes en aprox. 50 países y está representada en 25 países con oficinas. El software está disponible en 30 idiomas. En total, CSB tiene alrededor de 600 empleados. CSB es una de las mayores compañías de software de gestión familiar en Europa.

### Actualidad
Hoy en día, la solución completa de CSB representa todos los ámbitos de la cadena de valor de los sectores de CSB – horizontal y verticalmente, es decir, desde la producción primaria hasta el consumidor, y desde la máquina hasta el control. De este modo, CSB-System representa todos los procesos empresariales de los distintos sectores de forma completa.
Junto con sus clientes, CSB ha ampliado, refinado y mejorado su solución de TI completa, desarrollando a lo largo de más de 40 años un conjunto único en Best Practices para los sectores Alimentación, Bebidas, Químico, Farmacéutico y Cosmético. CSB-System se utiliza hoy en día en todo el mundo, y abarca el conocimiento de todos los proyectos de CSB en la versión estándar.

## Administración
CSB-System AG es una empresa familiar gestionada por sus propietarios. Esto permite a CSB dirigir una actividad empresarial orientada al éxito sostenible, a un crecimiento saludable así como a inversiones en productos de gran calidad; preservando su independencia financiera y tecnológica. La gerencia de CSB se compone de dos empresarios de dos generaciones, el Dr. Peter Schimitzek y su hija Vanessa Kröner.

### Dr. Peter Schimitzek
Peter Schimitzek, hijo de un carnicero de Geilenkirchen, eligió inicialmente esta profesión. Aprobado el examen de maestría, se graduó en la Universidad de Siegen en Ciencias Empresariales, y como segunda titulación en Economía. Paralelamente a sus estudios universitarios, trabajó durante varios años en una sociedad auditora en Frankfurt. Peter Schimitzek recibió una beca de doctorado y se tituló en el año 1980 en la Universidad RWTH Aachen por su trabajo de investigación en la Optimización de fórmulas. Desde la fundación de CSB, ha dirigido él la empresa. Peter Schimitzek está casado y tiene dos hijas, las cuales ocupan también cargos de dirección en la empresa.

### Vanessa Kröner
Sarah Vanessa Kröner, nacida Schimitzek, es miembro de la junta directiva desde el 1 de enero de 2013, y se ocupa de los ámbitos de Finanzas, Ventas y Marketing. Después de graduarse en Administración Empresarial de la Universidad St. Gallen, adquirió durante varios años experiencia profesional en el área Fusiones y Adquisiciones de un gran banco internacional.  Cuando comenzó en el grupo empresarial CSB en el año 2008 como directora general de CSB System AG (Holding), su misión consistía en llevar a cabo el control del grupo internacional y reorientó el departamento de Marketing de CSB hacia los nuevos retos internacionales. A continuación, se sucedió la expansión de las actividades comerciales internacionales así como la orientación estratégica de la empresa.

## Premios y Certificaciones

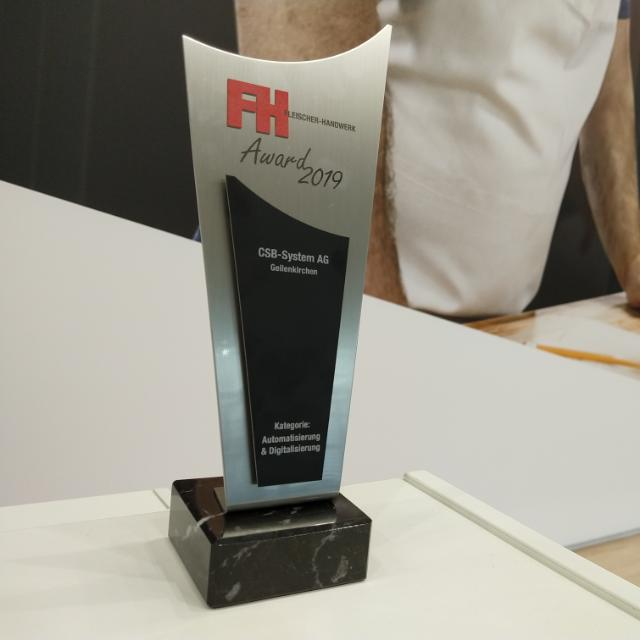
Premio IFFA 2019 a la mejor innovación del sector cárnico del año

CSB-System ha recibido los siguientes certificados y sellos de calidad:
- Certificación de Aduana (Zoll)
- ISO 9001:2015  (Sistema de Gestión de Calidad)
- ISO/IEC 27001:2013 (Seguridad en TI)
- Halal
- Empresa familiarmente responsable
- Certificado GKV por su módulo de Nóminas

CSB-System ha recibido los siguientes premios:
- Sistema ERP del Año (2016, Center for Enterprise Research)
- IFFA 2016: Mejor Innovación del Sector Cárnico
- Ética en los Negocios - Éxito con una buena conducta ética (Ethics in Business, 2016)
- Sistema ERP del Año para Factory ERP (2018, Industrie 4.0)
- IFFA 2019: Mejor Innovación del Sector Cárnico[3]